# Karina Bell
Karina Bell, född Karen Gudrun Louise Hansen 26 september 1898 i Hellerup, Danmark, död 5 juni 1979, dansk skådespelare. Hon fick sitt scennamn av författaren och dramatikern Emma Gad.

## Biografi
Karina Bell var ursprungligen balettdansös och utbildades vid Emilie Walbom balettskola. Hon debuterade på utan skådespelarutbildning i äventyrskomedin Törnrosa på Det ny Teater 1919. Hon fick sitt scengenombrott 1921 i Lilla Eva på samma teater. Under 1920-talet blev hon den mest kända kvinnliga danska filmstjärnan. Hon spelade sin första filmroll 1919 i Blade af Satans Bog och fick sitt egentliga genombrott i David Copperfield 1922. Hon följde med A.W. Sandberg till Berlin och medverkade i två filmer där, En äktenskapsskandal (1927) och Ett revolutionsbröllop (1928).
Hon slutade sin teater- och filmkarriär när hon gifte sig med Knud P. Parkov den 26 maj 1934. Efter hans död i januari 1949 inträdde hon i styrelsen för Wiibroes bryggeri i Helsingör, som han varit direktör för, en post som hon kort därefter övertog. I mars 1964 sålde hon aktiemajoriteten i bolaget till Carlsberg och Tuborg.
Karina Bell är begravd på Ordrup kyrkogård i Köpenhamn.

## Filmografi

### Stumfilmer
- 1919 - Blade af Satans Bog - Naima
- 1919 - En ung mans väg ... - Olga
- 1922 - David Copperfield - Dora
- 1922 - Häxan - nunna
- 1923 - Paa Slaget 12 - Mimi Brandt
- 1923 - Den sidste dans - Stella Mignon
- 1924 - Himmelens hämnd - Thora
- 1924 - Kærligheds-Øen - Grete
- 1924 - Wienerbarnet - Edit
- 1924 - Gåtan på Römersholm - Astrid
- 1924 - Lilla Dorrit - Amy "Lilla Dorrit"
- 1924 - Don Carlos väninnor - Helga
- 1925 - Från Piazza del Popolo - Harriet
- 1926 - Klovnen - Daisy
- 1926 - Maharajahens Yndlingshustru - Elli
- 1927 - En äktenskapsskandal - Desiree
- 1928 - Ett revolutionsbröllop - Leontine
- 1930 - Under lagens gissel - Marisa

### Talfilmer
- 1933 - 5 Raske piger - Anni
- 1933 - Köpenhamnsflickor - Primula